# Monein
Monein é uma comuna francesa na região administrativa da Nova Aquitânia, no departamento dos Pirenéus Atlânticos. Estende-se por uma área de 80,64 km². Em 2010 a comuna tinha 4 532 habitantes (densidade: 56,2 hab./km²).